# جيليان وير
جيليان وير هي منافسة ألعاب القوى كندية، ولدت في 9 فبراير 1993.

## وصلات خارجية
- جيليان وير على موقع الاتحاد الدولي لألعاب القوى (الإنجليزية)
- جيليان وير على موقع الاتحاد الكندي لألعاب القوى (الإنجليزية)
- جيليان وير على موقع TFRRS.org (الإنجليزية)
- جيليان وير على موقع اللجنة الأولمبية الدولية (الإنجليزية)
- جيليان وير على موقع أوليمبيديا (الإنجليزية)
- جيليان وير على موقع اللجنة الأولمبية الكندية (الإنجليزية)